# Aequorin
Aequorin ist ein Photoprotein aus biolumineszenten Quallen der Gattung Aequorea. Am besten untersucht ist dabei Aequorin aus Aequorea victoria. In Aequorin liegt Coelenterazin, ein Luciferin, gebunden vor. Nach Zugabe von Calciumionen emittiert es in vitro Lichtquanten mit einer Wellenlänge von λmax = 470 nm (A. victoria), weswegen es auch als das „blau-fluoreszierende Protein“ bezeichnet wird. Im Folgenden wird auf das Aequorin aus A. victoria verwiesen.

## Geschichte
Aequorin wurde ursprünglich 1961 von Osamu Shimomura aus Aequorea victoria isoliert. Die Struktur von Coelenterazin, dem gebundenen Luciferin, wurde 1974 aufgeklärt. 1990 wurde das Gen für Aequorin aus A. victoria kloniert.

## Struktur

Strukturformel von Coelenterazin

Aequorin besteht aus dem eigentlichen Apoprotein Apoaequorin (189 Aminosäuren, 22 kDa) und seiner prosthetischen Gruppe Coelenterazin, das mit einer Molmasse von 423 sehr viel kleinere Luciferin. Coelenterazin ist dabei über eine Peroxidbrücke an das Protein gebunden.
Das Apoprotein enthält vier Helix-loop-helix-Motive (EF-Hands), von denen drei Calciumionen binden können. Die Kristallstruktur Aequorins wurde im Jahre 2000 mit einer Auflösung von 2,3 Å bestimmt und publiziert.
Aequorin ist eines der am besten untersuchten Calciumionen-bindenden Photoproteine. Es wird auch vermutet, dass es aus regulären calciumbindenen Proteinen wie Calmodulin hervorgegangen ist.

## Biochemie
Aequorin enthält ein durch eine Peroxidbrücke gebundenes Coelenterazinmolekül, dem eigentlichen Luciferin. Wenn die drei Bindungsstellen mit Calciumionen besetzt werden, ändert sich die Konformation des Proteins, so dass eine intramolekulare Reaktion ausgelöst wird. Infolgedessen wird Coelenterazin zu einem instabilen Dioxetan umgesetzt. Nach Decarboxylierung entsteht das Anion von Coeleteramid in einem elektronisch angeregtem Zustand. Nach Relaxation in den Grundzustand wird ein Lichtquant freigesetzt.
Aequorin kann nach Freisetzung der gebundenen Calciumionen durch molekularem Sauerstoff und einem neuen Molekül Coelenterazin regeneriert werden. Der genaue Mechanismus ist bislang aber noch unbekannt.
Die Quantenausbeute dieser Reaktion liegt bei Q = 0,15–0,20.

Mechanismus der Biolumineszenz von Aequorin.

## In-vivo-Aktivität
Die Qualle A. victoria leuchtet blau-grün, da Aequorin einen Teil der Energie der Biolumineszenzreaktion strahlungsfrei über den Förster-Resonanzenergietransfer an das grün fluoreszierende Protein (GFP) überträgt.

## Anwendungen
Da die Biolumineszenz Aequorins Calciumionen benötigt, kann es als intramolekularer Calciumsensor verwendet werden. Bereits 1967 wurde die intrazellulare Calciumkonzentration sich kontrahierender Muskelfibrillen analysiert. 1985 wurde die cDNA von Aequorin kloniert. Dies erlaubt die Transformation des Gens für Apoaequorin in verschiedene Organismen (Bakterien, Hefen, Pflanzen und tierische Zellen). So konnte beispielsweise die cytosolische Calciumkonzentration nach gewissen Reizen beispielsweise bei Pflanzen (Wind oder Kälteschock) oder Hefen (Pheromone) gemessen werden.
Durch Anbringen einer speziellen Sequenz wird Apoaequorin in spezielle Organellen transportiert. Dies erlaubt das Messen der Calciumkonzentration z. B. in Mitochondria oder dem Zellkern. Fluoreszierende, Calciumionen-bindende Chelatorfarbstoffe (z. B. Fura-2) sind dagegen nicht so sensitiv und werden kaum so selektiv in das gewünschte Organell gebracht.
Als Calciumsensor ist Aequorin auch deshalb beliebt, weil es mit Antikörpern oder Proteinen verbunden werden kann und ein sehr gutes Signal-Rausch-Verhältnis aufweist. In allen Fällen muss das Luciferin Coelenterazin als Substrat für Aequorin vorliegen, was als hydrophobes Molekül aber leicht durch die Zellmembran diffundieren kann.